# Fusagasugá
Fusagasugá ist eine Gemeinde (municipio) im Departamento Cundinamarca in Kolumbien.

## Geographie
Fusagasugá liegt in Cundinamarca auf einer Höhe von ungefähr 1728 Metern 59 km südwestlich von Bogotá in der Provinz Sumapaz. Fusagasugá grenzt im Norden an Silvania, und Sibaté, im Süden an Arbeláez sowie Icononzo in Tolima, im Osten an Pasca und Sibaté und im Westen an Silvania und Tibacuy. Die Stadt liegt zwischen den Flüssen Cuja und Chocho sowie den Hügeln Quininí und Fusacatán.

## Bevölkerung
Die Gemeinde Fusagasugá hat 145.039 Einwohner, von denen 117.019 im städtischen Teil (cabecera municipal) der Gemeinde leben (Stand: 2019).

## Geschichte
Das Gebiet war schon vor der Ankunft der Spanier vom indigenen Volk der Sutagaos bewohnt. Von den Spaniern wurde Fusagasugá offiziell am 7. Mai 1776 von Ignacio Pérez de la Cadena gegründet.
Gegen Ende des Zweiten Weltkrieges wurden von 1944 bis 1945 viele in Kolumbien lebende Deutsche unter anderem in Fusagasugá interniert. Diese Maßnahme hatte das Ziel, die Aktivitäten der Deutschen zu kontrollieren, um die Sicherheit des Landes zu gewährleisten. In Fusagasugá wurden die Betroffenen in einem Hotel interniert, das vom spanischen Besitzer zur Verfügung gestellt wurde. Die Kosten des Aufenthalts wurde von den eingefrorenen Bankkonten der Internierten abgezogen. Die Lebensbedingungen waren insgesamt gut, wenn auch die Anschuldigungen gegen die Internierten nicht in allen Fällen gerechtfertigt waren.

## Sport
In Fusagasugá war der Fußballverein Expreso Rojo von 2007 bis 2008 sowie zu Beginn des Jahres 2011 ansässig, der in der kolumbianischen zweiten Liga spielte. Der Verein zog jedoch 2009 nach Zipaquirá und 2011 nach Soacha um. Expreso Rojo trug seine Heimspiele im Estadio Fernando Mazuera aus.